# Нерім'ю
Нерім'ю́ або Нері́м-Ю (рос. Неримъю, Нерим-Ю) — річка в Республіці Комі, Росія, ліва притока річки Ук'ю, лівої притоки річки Ілич, правої притоки річки Печора. Протікає територією Троїцько-Печорського району.
Річка починається на південних схилах гори Янгтумп (висота 696 м), що на кордоні Республіки Комі та Ханти-Мансійського автономного округу Тюменської області. Протікає на південь, південний захід, північний захід, захід, південний захід, північ та північний захід.